# Сол Белоу
Сол Белоу (на английски: Saul Bellow, роден Соломон Белоус, Solomon Bellows) е американско-канадски писател, лауреат на Нобелова награда за литература за 1976 година.

## Биография
Ражда се в семейство на руски евреи в бившия град Лашийн (присъединен към Монреал от 2002 г.), Квебек, Канада. Семейството се мести в Чикаго през 1924 г. Там Сол изучава антропология и социология и се дипломира през 1937 г.
Автор е на романите „Херцог“, „Хумболтовият дар“ (с него печели „Пулицър“ през 1976 г.), „Декември на декана“ и др. За „Приключенията на Оги Марч“ (1953) неговият приятел и ученик Филип Рот твърди: „Това е най-важната книга, публикувана на английски през втората половина на 20 век...“

### Романи и повести
- Dangling Man (1944)
- The Victim (1947)
- The Adventures of Augie March (1953), National Book Award for Fiction[1]
- Seize the Day (1956)
Не изпускай деня!. Превод от английски Ирина Калоянова-Василева. София: Народна култура, 1974, 170 с.
- Henderson the Rain King (1959). Хендерсън, кралят на дъжда. Превод от английски Боряна Даракчиева, Лист, 2025.
- Herzog (1964), National Book Award[2]. Херцог. Превод Боряна Даракчиева, Лист, 2021.
- Mr. Sammler's Planet (1970), National Book Award[3]
- Humboldt's Gift (1975), носител на наградата Пулицър за 1976 г.[4]
- The Dean's December (1982)
- More Die of Heartbreak (1987)
- A Theft (1989)
- The Bellarosa Connection (1989)
- The Actual (1997)
- Ravelstein (2000). Равелщайн. Превод от английски Боряна Даракчиева, Лист, 2020.

### Сборници с разкази
- Mosby's Memoirs (1968)
- Him with His Foot in His Mouth (1984)
- Something to Remember Me By: Three Tales (1991)
- Collected Stories (2001)

### Пиеси
- The Last Analysis (1965)

### Преводи
- Gimpel the Fool (1945) на Исаак Башевис Сингер (преведен от Белоу на английски през 1953 г.)

### Есеистика
- To Jerusalem and Back (1976), мемоари
- It All Adds Up (1994), сборник с есета
- Saul Bellow: Letters, edited by Benjamin Taylor (2010), кореспонденция
- There Is Simply Too Much To Think About (Viking, 2015), събрана есеистика

## За него
в хронологичен ред
- Tony Tanner, Saul Bellow, London, 1965.
- Pierre Dommergues, Saul Bellow, Paris, 1967.
- Keith Michael Opdahl, The Novels of Saul Bellow, University Park, 1967.
- Robert Detweiler, Saul Bellow: a Critical Essay, Michigan, 1968.
- Irving Malin, Saul Bellow's Fiction, Carbondale, 1969.
- B. Scheer-Schlazler, Saul Bellow, New York, 1972.
- M. Gilbert Porter, Whence the power? The Artistry and Humanity of Saul Bellow, Columbia, 1974.
- Chirantan Kulshrestha, Saul Bellow: the Problem of Affirmation, New Delhi, 1978.
- Stanley Trachtemberg (ed.), Critical Essay on Bellow, Boston, 1979.
- Mark Harris, Saul Bellow: Drumlin Woodchuk, Athens, 1980.
- Joseph F. McCadden, Flight from Women in the Fiction of Saul Bellow, Lanham, 1980.
- Eusebio L. Rodrigues, Quest for the Human: an Exploration of Saul Bellow, Lewisburg, 1981.
- Malcolm Bradbury, Saul Bellow, New York, 1982.
- Robert R. Dutton, Saul Bellow, New York, 1982.
- Claude Lévy, Le roman de Saul Bellow, Paris, 1983.
- Jeanne Braham, A sort of Columbus: the American Voyages of Saul Bellow, Athens, 1984.
- Judie Newman, Saul Bellow and History, New York, 1984.
- Harold Bloom (ed.), Saul Bellow - Modern critical views. Chelsea House Publishers, New York 1986, ISBN 978-0-87754-622-1.
- Robert F. Kiernan, Saul Bellow, New York, 1989.
- Michael K. Glenday, Saul Bellow and the Decline of Humanis, London, 1990.
- Ruth Miller, Saul Bellow: a Biography of Imagination, New York, 1991.
- Peter Hyland, Saul Bellow, New York, 1992.
- Gerhard Bach (ed.), The Critical Response to Saul Bellow, Westport, 1995.
- Harriet Wasserman, Handsome Is: Adventures with Saul Bellow, New York, 1997.
- Gerhard Bach e Gloria Cronin (eds.), Small Planets: Saul Bellow and the Art of Short Fiction, East Lansing, 2000.
- Gloria L. Cronin, A Room of His Own, in search of the Feminine in the Novels of Saul Bellow, East Lansing, 2000.
- James Atlas, Bellow. A biography. Faber and Faber, London 2000, ISBN 0-571-14356-3.
- Greg Bellow, Saul's Bellow Heart. A Son's Memoir, Bloomsbury Publishing, 2013 ISBN 978-1-60819-995-2.
- Gloria L. Cronin and Lee Trepanier (eds.), A Political Companion to Saul Bellow, The University Press of Kentucky, 2013 ISBN 978-0-8131-4185-5.
- Deckle Edge, The Life of Saul Bellow: To Fame and Fortune, 1915-1964, Knopf, 2015 ISBN 978-0-307-26883-9.
- Zachary Leader, The Life of Saul Bellow: To Fame and Fortune, 1915–1964. Jonathan Cape, London, 2015 ISBN 978-0-307-26883-9.
- Zachary Leader, The Life of Saul Bellow: Love and strife, 1965–2005. Jonathan Cape, London, 2019 ISBN 978-0-224-10188-2.